# 1994年沖繩縣知事選舉
1994年沖繩縣知事選舉是沖繩縣於1994年11月20日舉行的知事選舉。

## 概述
本次知事選舉是知事任期四年屆滿之際舉行的，參選人有日本社会党、日本共產黨、沖繩社會大眾黨等支持的原知事大田昌秀，和自由民主党支持的原副知事翁長助裕，此次選舉為大田和翁長的單一對決。這次選舉的主要議題是駐日美軍普天間基地的搬遷問題、第三次沖繩振興開發計畫的實施，和新石垣機場建設。特別的是當時日本中央的村山內閣組成政黨社会党和自民党，在本次選舉中支持不同候選人。

## 結果
現任知事大田以大幅優勢擊敗翁長，贏得連任。但選民投票率僅為62.54%，再創新低，低於1986年知事選舉的76.11%歷史低點，直到2002年知事选举被打破。
- 投票率 ：62.54%（▼8.28%）[2]

| 當選 | 候选人   | 所屬黨派 | 得票数  | 得票率 | 支持政黨                                                 |
| ---- | -------- | -------- | ------- | ------ | -------------------------------------------------------- |
| 當選 | 大田昌秀 | 無所屬   | 374,833 | 52.43% | 日本社会党、日本共產黨、沖繩社會大眾黨、日本新黨、公明黨 |
|      | 翁長助裕 | 無所屬   | 337,369 | 47.19% | 自由民主党                                               |